# Ferulago lutea
Ferulago lutea är en flockblommig växtart som beskrevs av Loreto Grande. Ferulago lutea ingår i släktet Ferulago och familjen flockblommiga växter. Inga underarter finns listade i Catalogue of Life.